# Maladie de Binswanger
 Mise en garde médicale
La maladie de Binswanger – ou démence vasculaire sous-corticale – est la forme la plus courante de démence vasculaire. Elle est provoquée par des lésions de la substance blanche sous-corticale liée à une hypertension artérielle.
Décrite par Otto Binswanger en 1894, elle réalise une démence progressive avec troubles du comportement et de l'humeur ainsi que des pertes de mémoire. Elle touche les fonctions exécutives du cerveau. La maladie se présente typiquement entre 54 et 66 ans.
L'imagerie cérébrale – IRM ou scanner – montre des lésions de la substance blanche.
Il n'existe aucun traitement spécifique pour le moment.
Cette maladie a été décrite par Otto Binswanger en 1894, et Alois Alzheimer a pour la première fois utilisé le terme « maladie de Binswanger » en 1902. Olszewski a beaucoup aidé à comprendre cette maladie, à travers ses travaux qui ont commencé en 1962.

## Symptômes
Les symptômes peuvent être les suivants : détérioration mentale, problèmes de langage, accident ischémique transitoire, ataxie des muscles, problèmes moteurs tels qu'un changement de posture, une lenteur de mouvements. Il peut y avoir également des chutes, de l'épilepsie, des problèmes de contrôle de la miction.
La maladie peut rendre difficile la réalisation des tâches quotidiennes, telles que la gestion de ses comptes, la préparation des repas ou encore la conduite.

### Signes neurologiques
La maladie de Binswanger est un type de démence vasculaire qui est causée par l'atrophie de la matière blanche du cerveau ainsi que l'atrophie sous-corticale.